# Aaron Russell
Pour les articles homonymes, voir Russell.
Aaron Russell est un joueur américain de volley-ball né le 4 juin 1993 à Baltimore, dans le Maryland. Il a remporté avec l'équipe des États-Unis la médaille de bronze du tournoi masculin aux Jeux olympiques d'été de 2016 à Rio de Janeiro.

## Palmarès

### En club
- Championnat du monde des clubs
  - Vainqueur : 2018.

- Ligue des champions
  - Finaliste : 2017.

- Coupe de la CEV
  - Vainqueur : 2019.

- Championnat d'Italie
  - Vainqueur : 2018.
  - Finaliste : 2016.

- Coupe d'Italie
  - Vainqueur : 2018.

- Supercoupe d'Italie
  - Vainqueur : 2017.

### En sélection
- Championnat d'Amérique du Nord des moins de 19 ans
  - Finaliste : 2010.

- Coupe du monde
  - Vainqueur : 2015.